# Timmersig
Timmersig (dansk) eller Timmersiek (tysk) er en bebyggelse beliggende ved Medenåen (Meynau) sydvest for Ondaften på gesten i det nordlige Sydslesvig. Administrativt hører stedet under Hanved Kommune i Slesvig-Flensborg kreds i den nordtyske delstat Slesvig-Holsten. Timmersig udgjorde en selvstændig kommune indtil kommunalreformen i marts 1974, hvor Timmersig sammen med Ellund, Gottrupelle, Hanved, Havrup og Hyllerup dannede den nye Hanved Kommune. I kirkelig henseende hører Timmersig til Hanved Sogn. Sognet lå i Vis Herred (Flensborg Amt, Sønderjylland), da området tilhørte Danmark.
Timmersig er første gang nævnt 1472. Forleddet henføres til glda. timbær, oldn. timbr i betydning tømmer. Efterleddet -sig (oldnordisk sīk) betegner et sump- eller vådområde eller et langsomt flydende vandløb. Der findes et andet Timmersig ved Jydbæk.